# Sarcohyla chryses
Espèce
Statut de conservation UICN

 CR A3ce : 
En danger critique
Synonymes
- Hyla chryses Adler, 1965
- Plectrohyla chryses Faivovich, Haddad, Garcia, Frost, Campbell, and Wheeler, 2005

Sarcohyla chryses est une espèce d'amphibiens de la famille des Hylidae.

## Répartition
Cette espèce est endémique du centre-Ouest de l'État de Guerrero au Mexique. Elle se rencontre entre 2 340 et 2 600 m d'altitude dans la sierra Madre del Sur dans les environs de Carrizal de Bravos,.

## Publication originale
- Adler, 1965 : Three new frogs of the genus Hyla from the Sierra Madre del Sur of Mexico. Occasional papers of the Museum of Zoology University of Michigan, no 642, p. 1-22 (texte intégral).